# Acetònid de fluocinolona
Acetònid de fluocinolona és un corticoesteroide potent de grau III, emprat fonamentalment en dermatologia per reduir la inflamació de la pell i reduir la pruïja o picor. És un derivat sintètic de la hidrocortisona i va ser sintetitzat per primera vegada el 1959 al departament de recerca de Syntex Laboratories. L'àtom de fluor substituït a la posició 9 del nucli esteroide millora molt la seva activitat. La dosi típica utilitzada en dermatologia és 0,01-0,025%.

## Història
Va ser sintetitzat per primera vegada l'any 1959 al Departament d'Investigació de Syntex Laboratories SA Ciutat de Mèxic. Els preparats que el contenien es van comercialitzar per primera vegada amb el nom de Synalar. Una dosificació típica utilitzada en dermatologia és del 0,01 al 0,025%. Una d'aquestes cremes es ven amb la marca Flucort-N i inclou l'antibiòtic neomicina
Es va trobar que l'acetònid de fluocinolona potenciava fortament la condrogènesi associada al TGF-β de les cèl·lules mare/progenitores mesenquimàtiques de la medul·la òssia, augmentant els nivells de col·lagen tipus II en més de 100 vegades en comparació amb la dexametasona àmpliament utilitzada.
S'han utilitzat implants intravitris d'acetònid de fluocinolona per tractar la uveïtis no infecciosa. Una revisió sistemàtica no va poder determinar si els implants d'acetònid de fluocinolona són superiors al tractament estàndard de la uveïtis. L'empresa biofarmacèutica Alimera Sciences ven un implant intravitreal d'acetònid de fluocinolona amb la marca Iluvien pel tractament de l'edema macular diabètic (DME).

## Indicacions
S'empra principalment en dermatologia per reduir la inflamació de la pell i alleujar la picor, per la seva acció antiinflamatòria, antipruriginosa i vasoconstrictora, per tractar la pruïja (picor), envermelliment o sequedat de la pell i mucoses així com la formació de crostes, escorxament, inflamació i el malestar associat a diverses malalties de la pell.
Normalment 'utilitza tot sol en forma de cremes d'ús tòpic, associat amb antibiòtics (neomicina, polimixina) o amb altres corticoides (betametasona). No és recomanable en nens ja que els seus efectes a la pell poden causar irritacions o reaccions adverses.

## Classificació
La fluocinolona és un corticoesteroide del grup V (0,025%) o del grup VI (0,01%) sota la classificació dels EUA. Va ser aprovat per a ús mèdic el 1961.